# Neoperla punan
Neoperla punan är en bäcksländeart som beskrevs av Peter Zwick 1986. Neoperla punan ingår i släktet Neoperla och familjen jättebäcksländor. Inga underarter finns listade i Catalogue of Life.